# Reginald Manningham-Buller (1er vicomte Dilhorne)
Reginald Edward Manningham-Buller, 1er vicomte Dilhorne, (1er août 1905-7 septembre 1980), connu sous le nom de Lord Dilhorne de 1962 à 1964, est un avocat britannique et homme politique conservateur. Il est Lord grand chancelier de 1962 à 1964.

## Jeunesse et formation
Né à Amersham, Buckinghamshire, Manningham-Buller est le fils unique de Mervyn Manningham-Buller, 3e baronnet, petit-fils d'Edward Manningham-Buller, 1er baronnet, de Dilhorne Hall, Staffordshire, un membre de la famille Yarde-Buller dirigée par le baron Churston. Sa mère est Lilah Constance, Lady Manningham-Buller, fille de Charles Cavendish (3e baron Chesham) et petite-fille de Hugh Grosvenor (1er duc de Westminster).
Le siège de son oncle de Dilhorne Hall étant passé à une héritière qui ne pouvait pas prétendre au titre de baronnet, Manningham-Buller grandit dans le Northamptonshire. Il fait ses études au Collège d'Eton, où il fait expulser un camarade élève pour avoir fait des avances à un autre garçon. Il fréquente ensuite le Magdalen College d'Oxford, où il obtient un diplôme en droit, avant d'être admis au Barreau par l'Inner Temple en 1927.

## Carrière politique
Manningham-Buller est élu à la Chambre des communes lors d'une élection partielle en 1943 en tant que député de Daventry. Il est brièvement secrétaire parlementaire du ministre des Travaux publics dans le gouvernement intérimaire de Winston Churchill avant de perdre le pouvoir aux élections générales de 1945 et de devenir conseiller du roi en 1947. En 1950, son siège est devenu Northamptonshire South.
Lorsque Churchill reprend le pouvoir en 1951, Manningham-Buller est fait chevalier et devient solliciteur général et en 1954, il est admis au Conseil privé et devient Procureur général. En 1956, il succède à son père comme quatrième baronnet.
En 1957, Manningham-Buller dirige les poursuites contre le tueur en série présumé John Bodkin Adams pour le meurtre de deux veuves âgées à Eastbourne, Edith Alice Morrell et Gertrude Hullett. Adams est acquitté de l'accusation à propos de Morrell mais Manningham-Buller s'acharne sur l'autre cas. Le traitement de l'affaire par Manningham-Buller a ensuite suscité des questions à la Chambre des communes.

## Lord Chancelier
Il continue comme procureur général sous Anthony Eden et Harold Macmillan jusqu'en juillet 1962, quand il est assez brusquement nommé Lord grand chancelier et envoyé à la Chambre des lords pour remplacer Lord Kilmuir. Lors de sa nomination, il est élevé à la pairie en tant que baron Dilhorne, de Towcester dans le comté de Northampton le 17 juillet 1962. Retenu, après la retraite de Macmillan, dans le cabinet d'Alec Douglas-Home, il est créé vicomte Dilhorne, des Greens Norton dans le comté de Northampton le 7 décembre 1964, devenant le chef adjoint des conservateurs à la Chambre des lords. En 1969, il est nommé Lord of Appeal in Ordinary et occupe de poste jusqu'à sa mort.
Manningham-Buller rédige le premier rapport sur l'affaire Profumo - un rapport interne pour le gouvernement Macmillan (confirmé par sa fille, la baronne Manningham-Buller, lorsqu'elle est apparue à l'émission de radio Desert Island Discs). Puis, lorsqu'Alfred Denning est chargé d'enquêter et de faire rapport sur l'affaire, Dilhorne passe son rapport à Denning. Chapman Pincher dans son livre Inside Story publié en 1978 cite Manningham-Buller en disant en plaisantant qu'il aurait pu poursuivre Tom Denning pour violation du droit d'auteur parce que des parties importantes du rapport de Manningham-Buller sont apparues dans le rapport de Denning pratiquement inchangées.
Manningham-Buller est l'une des inspirations du personnage de Kenneth Widmerpool dans A Dance to the Music of Time d' Anthony Powell.

## Famille
Manningham-Buller épouse Mary Lilian Lindsay (1910–2004), fille de David Lindsay (27e comte de Crawford), en 1930. Ils ont un fils, John, qui hérite du titre, et trois filles, la deuxième fille, Eliza Manningham-Buller, étant la directrice générale du MI5 de 2002 à 2007. En 2008, elle reçoit une pairie à vie, devenant baronne Manningham-Buller. Sa petite-fille est Lilah Parsons. Le 1er vicomte Dilhorne est décédé en septembre 1980, à l'âge de 75 ans, et est inhumé dans le village rural de Deene, dans l'est du Northamptonshire.